# 中国人民解放军海军青岛第一疗养院
中国人民解放军海军青岛第一疗养院，位于山东省青岛市，隶属中国人民解放军海军后勤部。

## 简介
1952年11月，中央人民政府人民革命军事委员会总后方勤务部卫生部青岛疗养院组建。院长为张继坤，政治委员为孙根华。1953年4月，改成中国人民解放军青岛疗养院。1954年7月，改成中国人民解放军第一二一疗养院。1957年2月至4月，陆续将北京军区青岛休养院、天津公安军第一二六疗养院并入。1960年4月，改成中国人民解放军济南军区青岛疗养院。1962年8月，改成中国人民解放军济南军区青岛第一疗养院。驻湛山大路44号。
1977年8月，由中国人民解放军第二炮兵直属单位抽调干部和医护人员组建中国人民解放军第二炮兵疗养院。院长范成计，政治委员吕谦益。驻台湾路9号。后来，第二炮兵疗养院改为济南军区青岛第一疗养院第一疗养区。
2016年，在深化国防和军队改革中，济南军区撤销，济南军区青岛第一疗养院转隶中国人民解放军海军后勤部，改称中国人民解放军海军青岛第一疗养院。海军青岛第一疗养院、海军青岛第二疗养院由此成为海军唯一直属的两个疗养机构。